# Dugesia monomyoda
Dugesia monomyoda és una espècie de triclàdide dugèsid que habita Sud-àfrica. Només es coneix de la localitat tipus, propera a Pietermaritzburg, KwaZulu-Natal.

## Descripció
D. monomyoda presenta una coloració dorsal entre rosa i marró, quasi color verd oliva. La morfologia interna és similar a la de D. neumanni però difereix d'aquesta en l'obertura terminal del conducte ejaculador i en l'abundància de glàndules penianes que l'envolten.